# Spielplatzkataster
In einem Spielplatzkataster werden Informationen zu Spielplätzen, einzelnen Spielgeräten und Freiflächen für ähnliche Nutzung abgelegt. Als Spielplätze werden dabei Flächen verstanden, die durch Bebauungsplan, Baugenehmigung oder Vertrag (innerhalb privater Grundstücke) eigens zum Spielen ausgewiesen und rechtlich abgesichert sind. 

## Eigenschaften
Die Bandbreite dieser Spielplätze ist beträchtlich: 
- Großanlagen in Parks und auf Gartenschauen
- Plätze unterschiedlicher Größe in den Siedlungsgebieten der Ballungsräume, in Stadtrandgebieten, in ländlichen Siedlungen und im Erholungswaldbereich

Schulhöfe mit Spielausstattung für die Spielpause und für die außerschulische Zeit 
- Freigelände von Kindergärten

Der Träger eines Spielplatzes ist für die Sicherheit auf dem Gelände verantwortlich. Da er für Unfälle haftet, sind regelmäßige Wartungen und Pflegemaßnahmen der Spielgeräte und Freiflächen durchzuführen. Informationen zu diesen Wartungen müssen erfasst und verarbeitet werden.  
Mit Hilfe eines Informationssystems können die raumbezogenen Daten erfasst, verwaltet, bearbeitet, analysiert und u. a. zur Visualisierung in einer Karte dargestellt werden (siehe auch GIS).